# お嬢様は武道会で踊る
『お情様は武道会で踊る』（おじょうさまはぶどうかいでおどる）は、モトエ恵介による日本の漫画作品。『月刊少年シリウス』（講談社）にて2010年9月号より2011年1月号まで第一部が連載。第二部は単行本第1巻が売れれば描かれる予定。

## あらすじ
親の意向により、柔道部の無い女子高に入学させられた柔道好きの少女・九龍院月華が、幼馴染の鈴音、クラスメイトのヒカル共に柔道部を立ち上げるべく活動を開始する。

## 登場人物
九龍院 月華（くりゅういん げっか）
柔道好きの女子。名家のお嬢様にして全国中学校柔道大会48kg級優勝の実力を持つ。私立麗女学院1年。
一本 ヒカル（いちもと ヒカル）
月華と同じクラスの女子生徒。外見は小柄な美少女。無口だが無愛想というわけではなく、男女問わず多くのファンがいる。私立麗女学院1年。
神楽坂 鈴音（かぐらざか すずね）
月華の親友の少女。月華とともに柔道部立ち上げを目指している。私立麗女学院1年。
天馬 結衣（てんま ゆい）
県立凌雲高校3年の女子。中学では月華の先輩だった。女子柔道部主将。
神王 虎徹（しんのう こてつ）
県立凌雲高校2年の女子。全国中学校柔道大会63kg級優勝。女子柔道部部員。
一本 勝利（いちもと しょうり）
ヒカルの父親。元オリンピックの柔道金メダリスト。

## 単行本
- モトエ恵介『お嬢様は武道会で踊る』講談社〈シリウスKC〉、既刊1巻
  1. 2011年1月7日発売[2] ISBN 978-4-06-376250-1